# Eberhard Kölsch

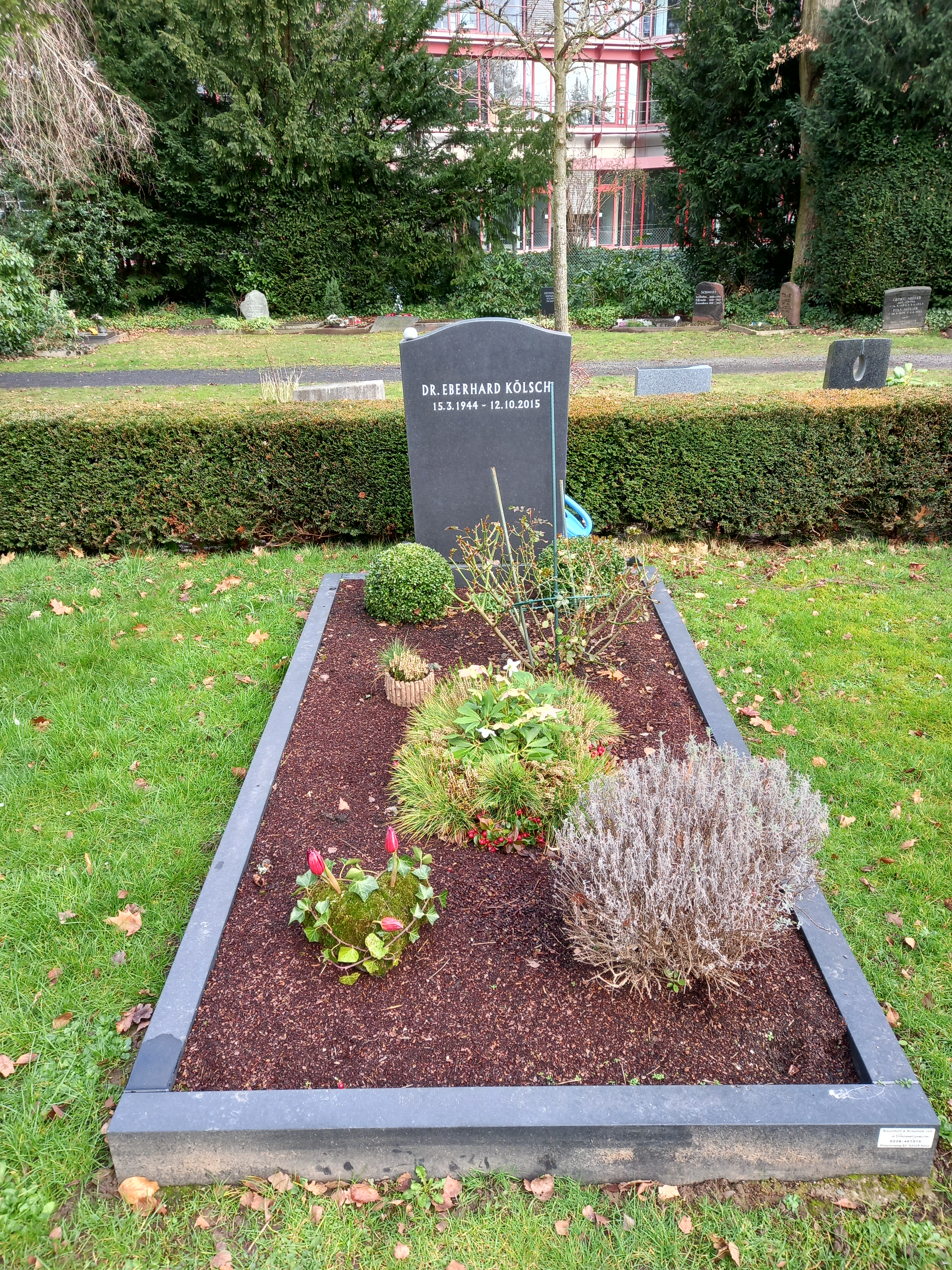
Das Grab von Eberhard Kölsch auf dem Zentralfriedhof Bad Godesberg in Bonn

Eberhard Kölsch (* 15. März 1944 in Weidenstetten, Landkreis Ulm; † 12. Oktober 2015 in Windhoek, Namibia) war ein deutscher Diplomat.

## Leben
Eberhard Kölsch studierte Politikwissenschaften und Geschichte an den Universitäten in Freiburg im Breisgau, Kiel, Grenoble und Tübingen. Er war Research Fellow an der Columbia University in New York; Nach seinem PhD-Abschluss trat er in den Dienst des Auswärtigen Amts (AA) in Bonn ein.
Er war Attaché an der Ständigen Vertretung in Deutschland bei den Vereinten Nationen in New York (1973–1974), anschließend im Referat 203 des AA für „Mittelmeerfragen, Portugal, Spanien, Italien, San Marino, Heiliger Stuhl, Griechenland, Türkei, Zypern, Malta und Malteserorden“ zuständig (1974–1975) und stellvertretender Botschafter in Port-of-Spain (1975–1979). Ab 1979 war er im Referat 202 in der Sektion Westeuropa für „Frankreich, Andorra, Monaco, Belgien, Niederlande, Luxemburg, Österreich, Schweiz, Liechtenstein“ zuständig. Von 1981 bis 1983 war er Koordinierungssekretär für die deutsch-französischen Beziehungen im AA. Nachdem er die Abteilung „Sicherheit, Abrüstung/Rüstungskontrolle“ an der Deutschen Botschaft in London leitete (1983–1986) war Kölsch von 1983 bis 1986 stellvertretender Leiter der Abteilung „Strategische Fragen“ im AA in Bonn.
Am 15. Mai 1990 wurde Kölsch stellvertretender Generalkonsul und Leiter der Wirtschaftsabteilung in New York. 1999 wechselte er als stellvertretender Leiter des Referats 204 „Vereinigten Staaten von Amerika mit den Außengebieten in der Karibik, Koordinierung der deutschamerikanischen zwischengesellschaftlichen kultur- und informationspolitischen Zusammenarbeit“ in das Bonner Außenministerium. 1999 wurde er stellvertretender Leiter der Politischen Abteilung des AA.
Von 1999 bis 2003 war er stellvertretender Botschafter und Direktor des Programms Common Foreign and Security Policy of the EU (CFSP) und Europäischer Korrespondent (European Correspondent) in der Deutschen Botschaft in Washington, D.C.
Von Juli 2003 bis August 2005 war er Botschafter in Mexiko und von 2005 bis 2009 Ständiger Vertreter im Botschaftsrang beim Europarat in Straßburg. Er war anschließend in verschiedenen Gremien des Europarats engagiert, unter anderem als Leiter eines Think Tank des Nord-Süd-Zentrums des Europarats in Lissabon und Europäischer Korrespondent (European Correspondent) des AA.
Kölsch war verheiratet mit Elke geb. Deutsch; aus der Ehe stammen zwei Kinder.
Er war Vizepräsident des Internationaler Club La Redoute, Bonn e.V.

## Ehrungen und Auszeichnungen
- Kommandeurskreuz des Orden vom Aztekischen Adler (Orden Mexicana del Águila Azteca), verliehen durch Vicente Fox, Präsident von Mexiko[7]